# Mes courants électriques

Mes courants électriques (рус. Мои электрические токи) — второй альбом французской певицы Alizée, выпущенный 18 марта 2003 года. Разойдясь за первые 3 месяца в количестве 200 000 копий, пластинка не повторила успеха своей предшественницы — Gourmandises. Альбом стал вторым и последним совместным творением Alizée, Лоран Бутонна и Милен Фармер.
В отличие от предыдущего альбома певицы, этот альбом был адаптирован для разных рынков и имел несколько иное содержание. Французская версия не содержала английских версий ни одной из композиций, в то время как международная версия включала четыре англоязычные версии. В японской версии песня "J'en ai marre!" называется "Mon bain de mousse". На Тайване и в Гонконге, а также в других регионах Азии, где говорят на традиционном китайском языке, этот альбом был выпущен в виде комплекта из двух компакт-дисков, а также расширенного CD, не воспроизводимого на DVD/VCD-плеерах, с видеоклипами на песни "Moi... Lolita" и "J'en ai marre!".

## Список композиций

### Французское издание
1. «J'en ai marre !» — 5:12
2. «À contre-courant» — 4:32
3. «Toc de mac» — 4:29
4. «Amélie m’a dit» — 3:51
5. «C’est trop tard» — 4:43
6. «Tempête» — 4:42
7. «J'ai pas vingt ans» — 4:23
8. «Hey! Amigo!» — 3:54
9. «L’e-mail a des ailes» — 4:10
10. «Youpidou» — 4:09
11. «Cœur déjà pris» — 4:16

### Международное издание
1. «I’m Fed Up!»
2. «À contre-courant»
3. «Toc de mac»
4. «Amélie»
5. «C’est trop tard»
6. «Tempête»
7. «I'm Not Twenty»
8. «Hey! Amigo!»
9. «L’e-mail a des ailes»
10. «Youpidoo»
11. «Cœur déjà pris»
12. «J’en ai marre!»
13. «Amélie m’a dit»
14. «J’ai pas vingt ans»
15. «Youpidou»

### Японское издание
1. «Mon bain de mousse»
2. «À contre-courant»
3. «Toc de mac»
4. «Amélie»
5. «C’est trop tard»
6. «Tempête»
7. «I’m Not Twenty»
8. «Hey! Amigo!»
9. «L’e-mail a des ailes»
10. «Youpidoo»
11. «Cœur déjà pris»
12. «Mon bain de mousse» (English Version)

## Чарты и продажи
| Чарт (2003)        | Наивысшее место |
| ------------------ | --------------- |
| Бельгия (Валлония) | 9               |
| Франция            | 2               |
| Германия           | 26              |
| Италия             | 29              |
| Мексика            | 24              |
| Польша             | 41              |
| Испания            | 7               |
| Швейцария          | 13              |

| Страна  | Сертификация | Продажи/отгрузки |
| ------- | ------------ | ---------------- |
| Франция | 2×Платиновый | 600 000+         |
| Корея   | —            | 4 530            |